# Dickie Harris
Richard „Dickie“ Harris (auch Dicky Harris, * 15. November 1918 in Montgomery, Alabama; † 8. Juni 2009) war ein US-amerikanischer Jazz- und Rhythm-&-Blues-Musiker (Posaune).

## Leben und Wirken
Harris arbeitete ab den frühen 1940er-Jahren bei Erskine Hawkins (1941–1943), Earl Hines and His Orchestra (1944/45), in den Nachkriegsjahren in den Orchestern von Jimmie Lunceford und Sy Oliver. Des Weiteren gehörte er den Combos von Arnett Cobb, Illinois Jacquet, Joe Thomas, Willis Jackson, J. C. Heard, Buck Clayton und Bill Doggett an. Drei Jahre lang trat er mit Sarah Vaughan im Café Society auf und war 1947 auch an ihren frühen Aufnahmen für Musicraft („I Cover the Waterfront“) beteiligt. In der Band von Jimmy Jones begleitete er den Sänger Dusty Fletcher bei dessen Coverversion von Open the Door, Richard!, die auf #2 der Billboard „Race Records“ Charts kam. In den folgenden Jahren wirkte er als Sessionmusiker bei Aufnahmen von Ella Fitzgerald, Lena Horne, Nat King Cole, Della Reese, Nipsy Russell, Don Covay, Sam Cooke, Ruth Brown, James Brown, Solomon Burke, Irene Reid, Diana Ross und zahlreichen Vokalgruppen mit; ferner tourte er mit Sammy Davis, Jr., 1978 mit Oliver Jackson in Frankreich.
Zwanzig Jahre spielte Harris in Broadway-Orchestern und unterrichtete im Magnet School Programm der Teaneck (New Jersey) High School, bevor er sich zur Ruhe setzte. Er trat in den späteren Jahren noch im Bistro 110 in Chicago auf. 1979 wurde er mit der Aufnahme in die Birmingham Jazz Hall of Fame geehrt. Der Diskograf Tom Lord listet seine Beteiligung zwischen 1941 und 1982 an 71 Aufnahmesessions, u. a. auch mit Cootie Williams, Dud Bascomb, Reuben Phillips und Jack McDuff.
Dickie Harris ist nicht mit dem gleichnamigen Pedal-Steel-Guitar-Spieler von Ernest Tubb & the Texas Troubadours zu verwechseln.